# Economia do Catar
A economia do Catar é extremamente dependente do petróleo explorado no país. O setor petrolífero compreende a mais de 70% do rendimento total do governo, mais de 60% do produto interno bruto e aproximadamente 85% do saldo total de exportação. As reservas já encontradas no país somam 588.000.000 m³ ou 3,7 bilhões de barris e devem assegurar a produção nos mesmos níveis atuais por mais 23 anos. O Catar também tem grandes reservas de gás natural, compreendendo mais de 5% do total das reservas do planeta.
O Catar tem agora como objetivo diversificar a economia e modernizar o país. A Autoridade de Investimento do Catar é o principal órgão do governo do Catar para alcançar esses objetivos.
O país é o 14º no ranking de competitividade do Fórum Econômico Mundial.